# Co było potem? Książka o Mimbli, Muminku i Małej Mi
Co było potem? Książka o Mimbli, Muminku i Małej Mi (szwedzki tytuł Hur gick det sen? Boken om Mymlan, Mumintrollet och Lilla My) – pierwsza ilustrowana książka o Muminkach autorstwa Tove Jansson, opublikowana w Szwecji w 1952 roku. Jest to zarazem ostatnia oryginalna książka tej autorki o Muminkach przetłumaczona na język polski.

## Fabuła
Książka opowiada o przygodach Muminka, który wraca do domu z mlekiem. Na swojej drodze spotyka Mimblę, której zaginęła młodsza siostra – Mała Mi. Podczas poszukiwań bohaterowie natrafiają między innymi na Paszczaka, Filifionkę oraz Hatifnatów.

## Styl
Tekst książki jest rymowany i został umieszczony w rogach stron. Na każdej stronie jest wycięta dziura pozwalająca zajrzeć co znajduje się na następnej stronie. Każda strona kończy się pytaniem: „Co było potem?” lub „Co było dalej?” czyli Hur gick det sen? po szwedzku.